# 智利—克羅地亞關係
智利－克罗地亚关系（西班牙语：Relaciones Chile-Croacia, 克罗埃西亚语： Hrvatsko-čileanski odnosi）是指智利和克罗地亚之間的雙邊關係。两国于1992年4月15日建交。

## 历史

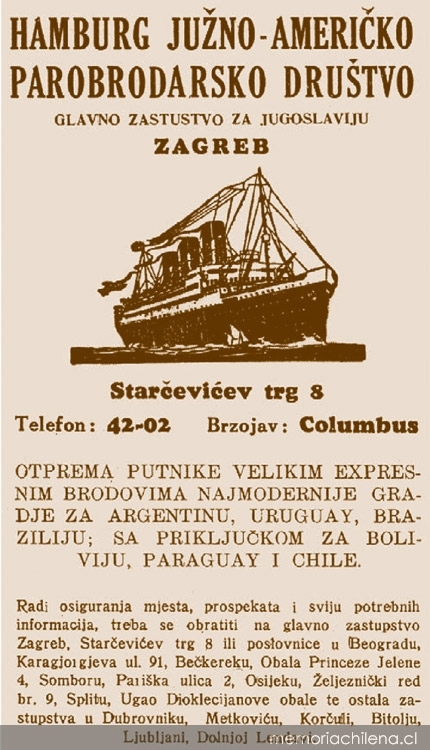
19世纪介绍克罗地亚人移民南美洲国家的广告

两国关系可以追溯至19世纪60年代，1864年即有克罗地亚人移民智利。19世纪80年代，智利海军在火地岛发现了黄金，一名叫朱利奥·波普尔的工程师和其中一家公司签订了合同，之后从布宜诺斯艾利斯的克罗地亚移民中招募同行者，一同前往圣塞巴斯蒂安湾开采黄金。在大火地岛的南岸，人们建立了另一个采金营地。 淘金潮迅速地席卷比格尔海峡，吸引了大批克罗地亚人定居火地群岛，该群岛至1893年有超过千人入住。但次年开始，淘金热逐渐消退，金库逐渐枯竭。因此，曾经参与淘金的克罗地亚人只好回到达尔马提亚，部分返回布宜诺斯艾利斯，余下的留在智利的蓬塔阿雷纳斯。 
直到1956年，克罗地亚人才不再大批移民智利。
截止至2015年，智利共有约400,000人为克罗地亚裔，占智利总人口的2.2%。智利也是全球最多克罗埃西亚裔的海外国家之一。
1992年，智利和克罗地亚建交后，关系基本良好稳定。智利參議院副议长巴爾多·普羅庫里察也认为，两国可以在油氣研究和造船工业加強合作，他也对克羅地亞为智利留学生发放奖学金表示支持。

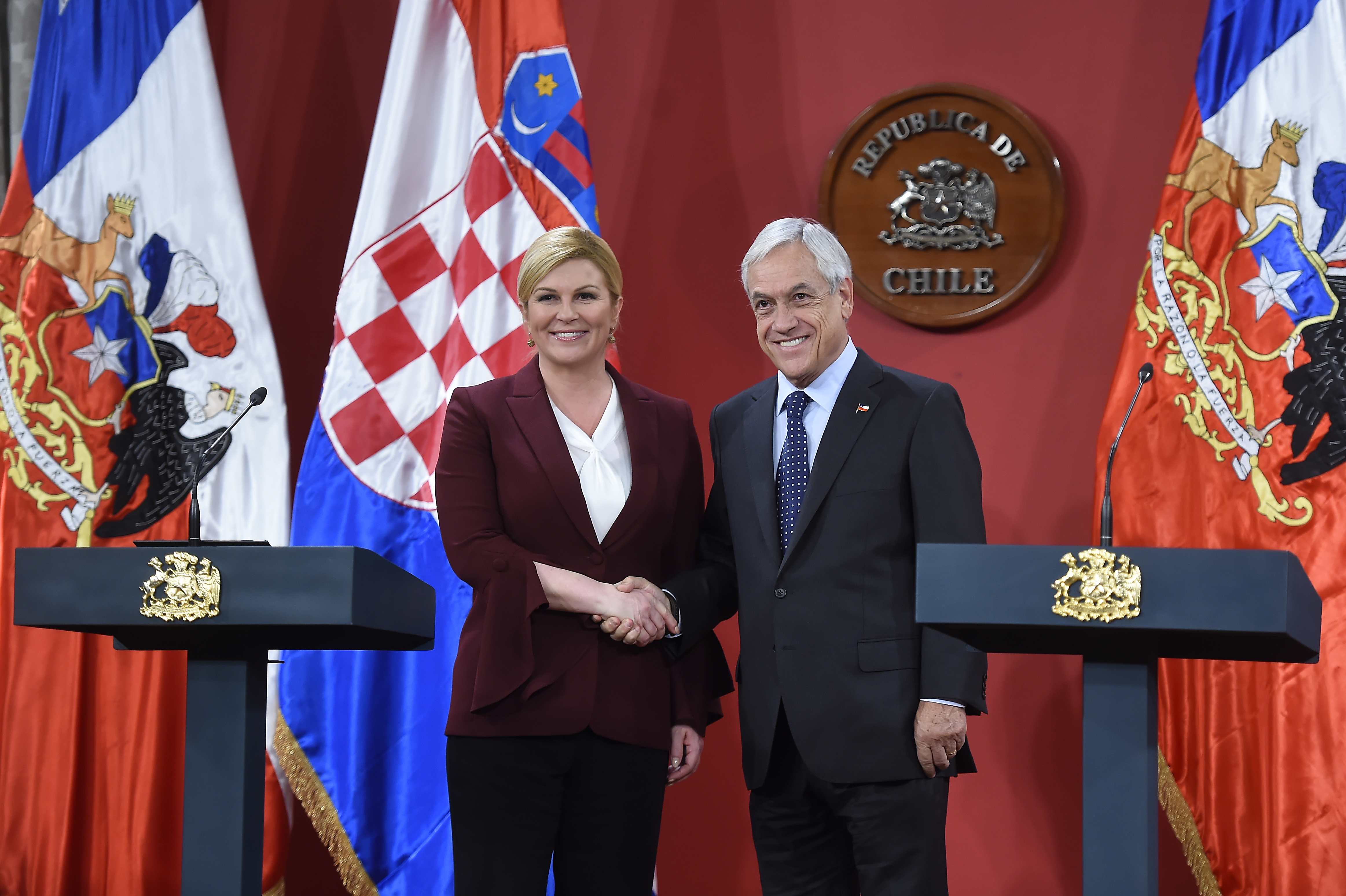
智利总统塞巴斯蒂安·皮涅拉会见克罗埃西亚总统科琳達·格拉巴爾-基塔諾維奇

2021年12月，克罗地亚裔智利人加夫列尔·博里奇·丰特当选为智利总统。

## 外交机构
- 智利在克罗地亚首都萨格勒布设有大使馆，另在里耶卡、斯普利特设有名誉领事馆。

- 在智利首都圣地亚哥设有大使馆，另在安托法加斯塔、蓬塔阿雷纳斯设有名誉领事馆。

## 签证

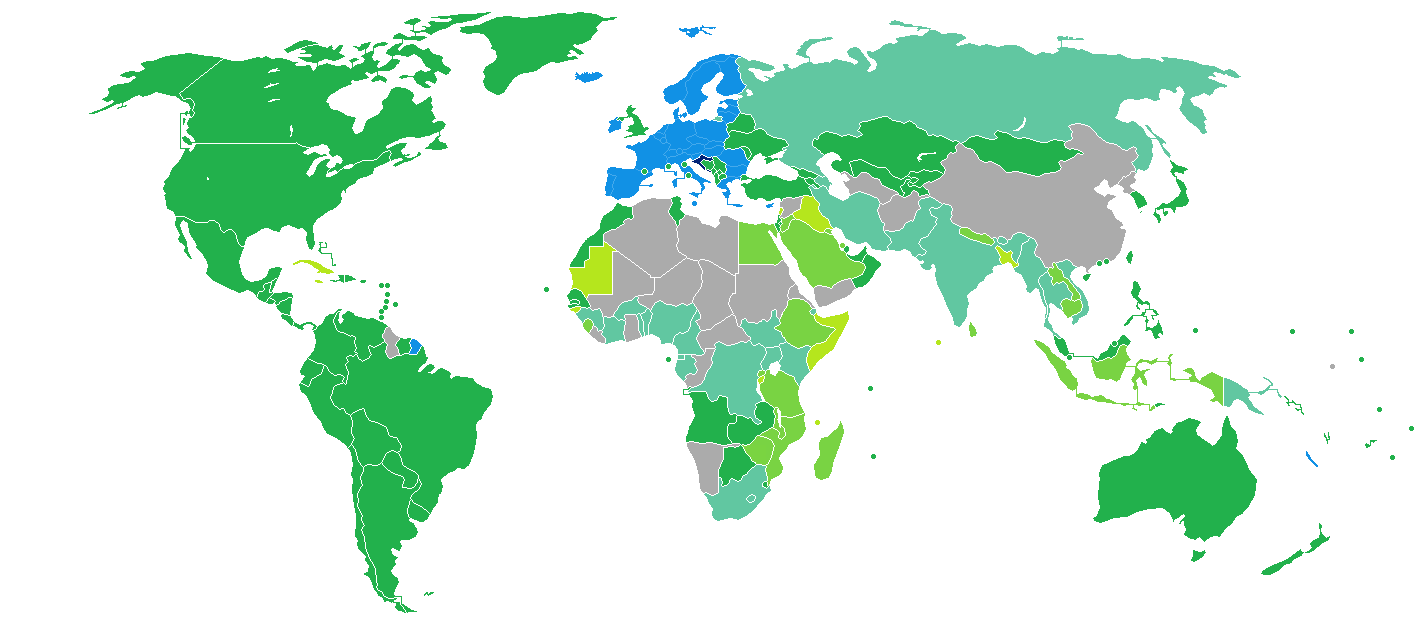
持歐盟的克羅埃西亞護照之克羅埃西亞公民可以免簽證的方式入境智利。

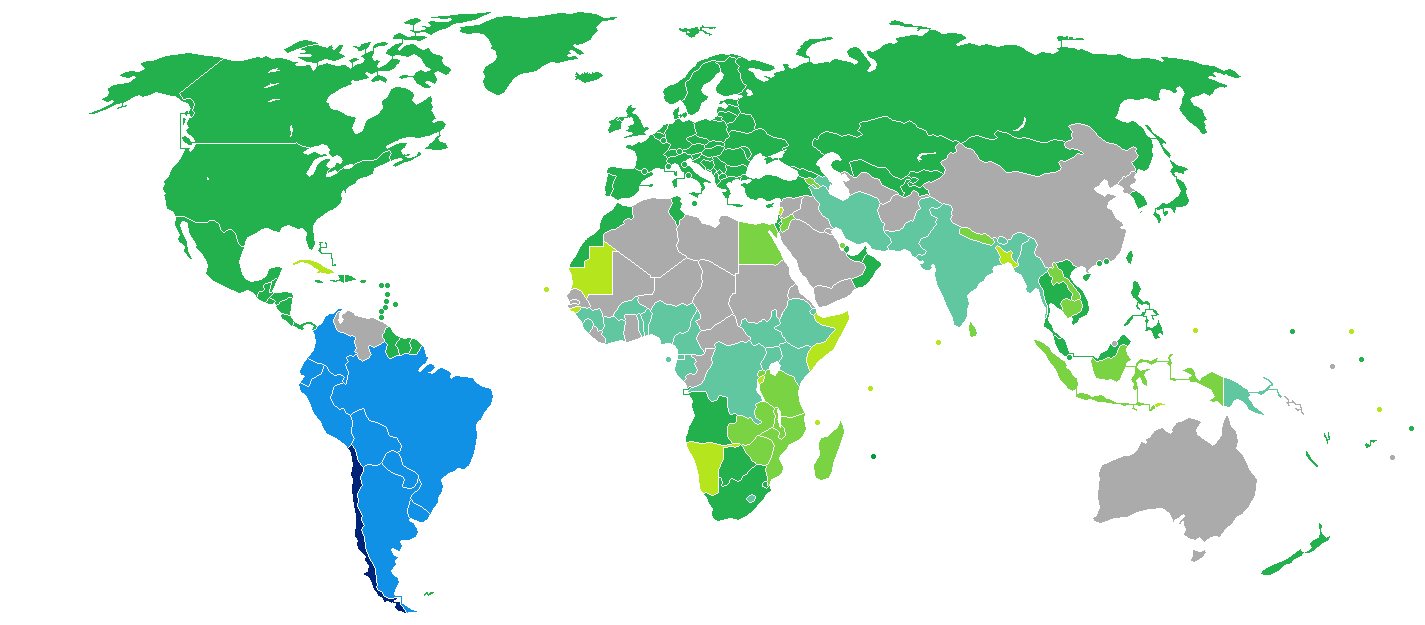
持智利護照的智利人口可以免簽證的方式入境克罗地亚。

持有智利護照的智利公民可以免簽證的方式入境克罗地亚，在180天内停留最多90天。
持歐盟的克羅埃西亞護照之克羅埃西亞公民也可以免簽證的方式入境智利，停留最多90天。

## 姊妹城市
参见：智利友好城市或姐妹城市列表和克罗埃西亚友好城市或姐妹城市列表

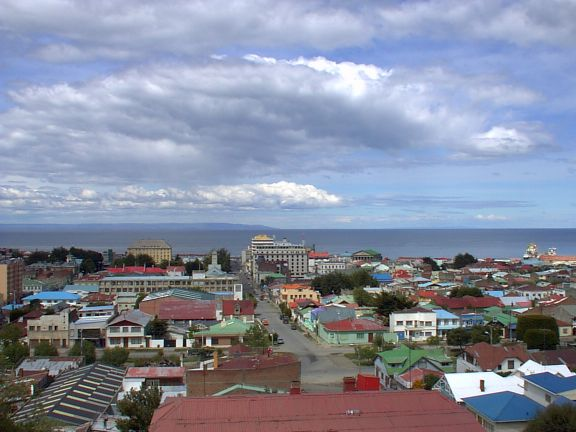
蓬塔阿雷纳斯街景，蓬塔阿雷纳斯半数人口系克罗埃西亚裔移民

智利的安托法加斯塔、蓬塔阿雷纳斯与克罗地亚的斯普利特是姊妹城市；智利伊基克则与克罗地亚的扎达尔为姊妹城市。